# تريفور رايلي
تريفور رايلي (بالإنجليزية: Trevor Riley)‏ هو قاضي أسترالي، ولد في 29 يناير 1948.